# Żukowskij
Żukowskij (ros. Жуковский) – miasto w Rosji, w obwodzie moskiewskim nad rzeką Moskwą, około 40 km na południowy wschód od Moskwy, liczy około 107 tys. mieszkańców (2020). Założone w 1935 jako Stachanowo. Prawa miejskie posiada od 1947. Ośrodek projektowo-badawczy lotnictwa. W mieście znajduje się instytut lotów doświadczalnych oraz Centralny Instytut Aerodynamiki i Hydrauliki. W mieście rozwinął się przemysł maszynowy, drzewny oraz mineralny. Ponadto w mieście odbywają się pokazy lotnicze.
W mieście działała linia lotnicza Moskovia Airlines.

## Współpraca
- Le Bourget, Francja
- Gmina Sydals, Dania
- Uljanowsk, Rosja